# Atollfruktduva
Atollfruktduva (Ptilinopus coralensis) är en fågel i familjen duvor inom ordningen duvfåglar.

## Utbredning och systematik
Atollfruktduvan förekommer på de större öarna i ögruppen Tuamotuöarna (utom Makatea). Den behandlas som monotypisk, det vill säga att den inte delas in i några underarter.

## Levnadssätt
Till skillnad från de allra flesta duvor är arten helt specialiserad på att jaga insekter och små reptiler. 
IUCN kategoriserar arten som nära hotad.